# Þorskafjörður
Þorskafjörður (in lingua islandese: Fiordo del merluzzo) è un fiordo situato nel settore nordoccidentale dell'Islanda.

## Descrizione
Il Þorskafjörður è uno dei fiordi meridionali della regione dei Vestfirðir. È una diramazione settentrionale del Breiðafjörður; ha una larghezza di 1,5 km penetra per circa 16 km nell'entroterra. È situato nella contea di Austur-Barðastrandarsýsla. La grande penisola di Reykjanes lo separa da un altro braccio del Breiðafjörður, il Berufjörður. L'istmo tra Berufjörður a sud e Þorskafjörður a nord è largo quasi 3 km. Dal Þorskafjörður si diramano due fiordi corti e poco profondi, il Gufufjörður e il Djúpifjörður.
Come altri fiordi in queste zone, il Þorskafjörður è poco profondo e la sua parte più interna è piuttosto fangosa.

## Storia
La Gull-Þóris saga viene chiamata anche "Þorskfirðinga saga" (saga della gente del Þorskafjörður) perché racconta le avventure di Gull-Þóris e degli insediamenti nel Þorskafjörður.
Nel Þorskafjörður si trova l'ormai disabitata fattoria Skógar, dove nel 1835 è nato Matthías Jochumsson, il poeta che nel 1874 ha scritto il testo del Lofsöngur, l'inno nazionale islandese.

## Vie di comunicazione
Nella parte interna del fiordo, la strada S60 Vestfjarðavegur attraversa il settore sud-ovest e in 12 km conduce fino al grande fiordo Ísafjarðardjúp. È stata costruita tra il 1940 e il 1946 e rappresentava il principale collegamento con la capitale Reykjavík fino al 1987, quando fu aperto il collegamento attraverso il Steingrímsfjarðarheiði.
Sono in corso valutazioni per migliorare il percorso della strada in questo settore. Si ritiene che i lavori saranno completati nel 2021.
La strada sterrata T608 Þorskafjarðarvegur si dirama proprio all'interno di Þorskafjörður. Lunga 23 km, si snoda in direzione nord sull'altopiano del Þorskafjarðarheiði fino a incontrare la S61 Djúpvegur, che rappresenta il collegamento principale con Ísafjörður.